# Aceclidina
La aceclidina es un medicamento que se utiliza en oftalmología en forma de colirio para el tratamiento de la hipertensión ocular y el glaucoma. Su principal indicación es el glaucoma de ángulo cerrado.
Actúa mediante una estimulación de tipo parasimpaticomimética o colinérgica sobre los receptores oculares, por lo que produce miosis (disminución del tamaño de la pupila) y contracción del músculo ciliar, lo cual facilita la salida del humor acuoso y su absorción a través del trabéculo. 
Debido a su acción sobre los mecanismos de acomodación ocular, puede producir visión borrosa tras su administración. Por su paso a sangre puede producir fenómenos generales como aumento de salivación y bradicardia.
Pertenece al mismo grupo farmacológico que la pilocarpina, pero tiene la ventaja sobre esta última que es mejor tolerado, sobre todo en personas jóvenes.